# Gorra MAGA

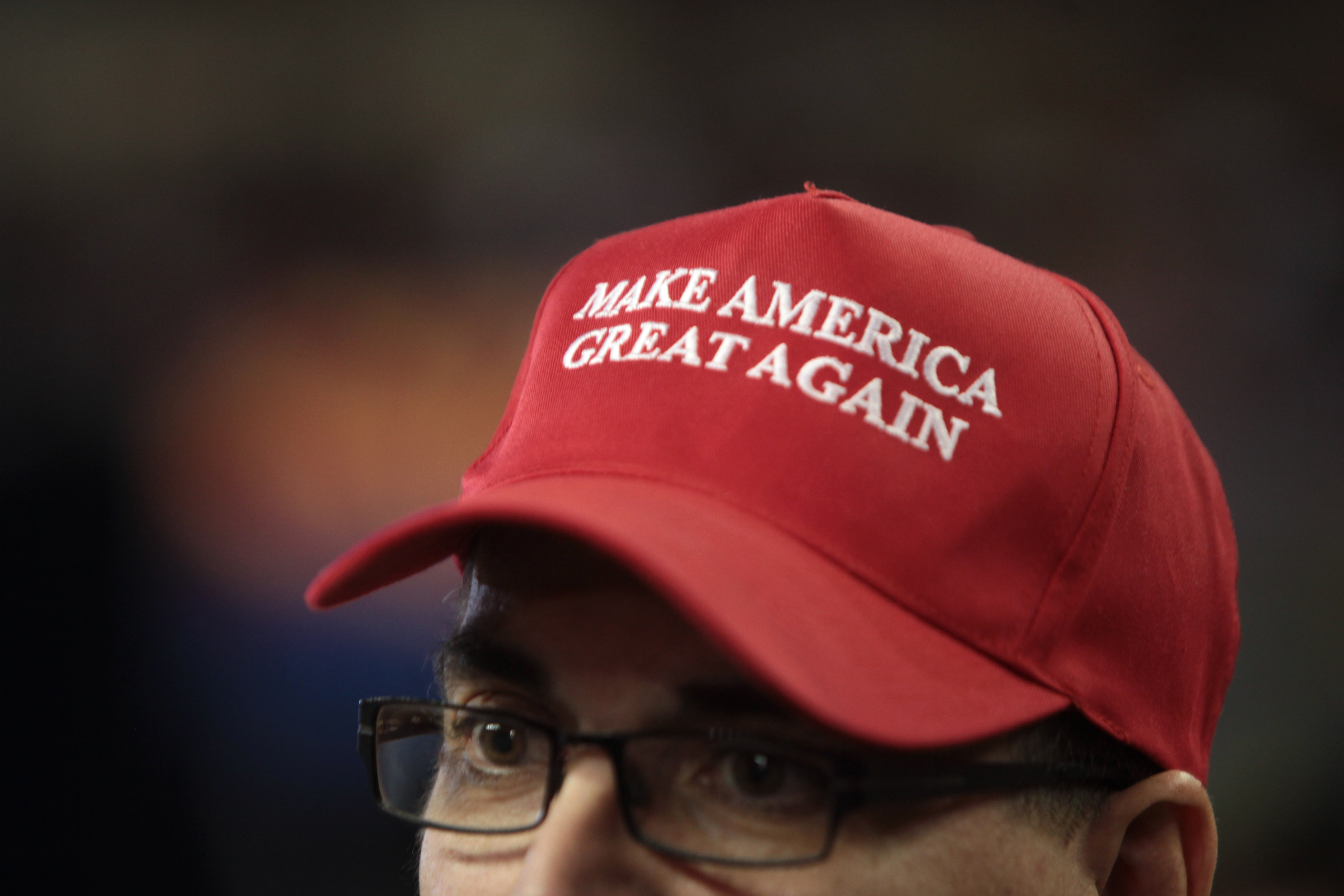
Una gorra MAGA.

La gorra MAGA es una gorra presentada durante la campaña presidencial de Donald Trump de 2016. Es de color rojo y presenta el lema de la campaña Make America Great Again (MAGA) en letras mayúsculas blancas. Desde entonces se ha convertido en un símbolo de pertenencia para quienes forman parte del movimiento MAGA, un movimiento político liderado por Trump.

## Historia
La gorra roja con el lema Make America Great Again fue lanzado en 2016 como vestimenta para la primera campaña presidencial de Donald Trump. Gracias a su llamativo diseño en blanco sobre rojo, tuvo gran éxito como símbolo de unidad entre los partidarios de Trump. Su uso ha sido comparado con el de otros símbolos conservadores en los Estados Unidos, como el de la bandera confederada.
Debido a que se considera un símbolo externo de la identidad trumpista, generalmente se considera incendiario usar la gorra MAGA en público. En enero de 2019, ganó notoriedad durante un enfrentamiento muy publicitado entre un grupo de estudiantes de secundaria que usaban la gorra y el líder de la tribu Omaha, Nathan Phillips. Debido a la naturaleza racista percibida del incidente, la actriz y activista Alyssa Milano comparó la gorra con la capucha del Ku Klux Klan.
El 29 de diciembre de 2022, el Tribunal de Apelaciones del Noveno Circuito en Vancouver, Washington, dictaminó que usar una gorra MAGA se considera una expresión protegida por la Primera Enmienda. Un exprofesor había usado una gorra MAGA en clase en la escuela y describió haber enfrentado acoso verbal y represalias por parte de los empleados de la escuela.
La gorra MAGA ha sido cooptada en ocasiones por personas que no la apoyan, como cuando el presidente Joe Biden la usó temporalmente en un evento conmemorativo del 11-S de 2024, afirmando que era para promover la unidad.